# Глюконова кислота
Глюконова кислота — цукрова кислота (C6H12O7), що утворюється при окисленні альдегідної групи глюкози. Утворює солі — глюконати (наприклад, глюконат заліза). 
Фосфорильована форма глюконової кислоти є важливим проміжним продуктом вуглеводного обміну в живих клітинах. 

## Застосування
Глюконова кислота застосовується у фармацевтичній промисловості як наповнювач для таблеток. 
У харчовій промисловості зареєстрована як харчової добавки E574, як регулятор кислотності і розпушувач. Вона активізує обмін речовин, підвищує працездатність м'язів і має інші, позитивні дії на організм. Глюконова кислота виробляється деякими живими організмами. Приміром, медузоміцетом (чайним грибом). 